# Simon Aberstén
Simon Aberstén, född Oberstein, den 1 juli 1865 i Raczki, Polen, död den 8 juni 1937 i Stockholm, var en svensk bibliotekarie. Signaturer: S. A-n, A-n.

## Biografi
Föräldrar var handlanden Chaim Ers Oberstein och Lea Bergmann. Aberstén blev elev vid Göteborgs högre latinläroverk 1879 och tog studentexamen 1884. Han blev filosofie kandidat 1886, filosofie licentiat 1891, filosofie doktor i Uppsala 1896. Han tjänstgjorde vid Uppsala universitetsbibliotek 1887-1888 och 1891-1892 samt vid Göteborgs stadsbibliotek från 1893 med titeln förste bibliotekarie från 1915. 
Han hade även uppdrag vid Göteborgs-Posten 1896-1897 och vid Göteborgs Handels- och Sjöfartstidning 1898-1905. Under åren 1904-1907 förtecknade han Länsstyrelsens arkiv. Aberstén gav ut flera bibliografiska arbeten.
Han gifte sig 1902 med Louise Hertz.